# Alsasua
Alsasua in castigliano e Altsasu in basco, è un comune spagnolo di 7 571 abitanti situato nella comunità autonoma della Navarra.